# Brouwerij Timmermans
Brouwerij Timmermans is een Belgische brouwerij van lambiek in het Vlaams-Brabantse Itterbeek. 

## Historiek
Reeds in 1702 was hier een brouwerij, genaamd "De Mol" in de volksmond "Het Molleken". Tot in 2010 werd aangenomen dat de brouwerij oorspronkelijk werd opgericht in 1781 door Hendrik Vanheyleweghen uit Dilbeek. 
In 1911 nam Frans Timmermans, een brouwerszoon uit Zuun, de brouwerij over van Paul Walraevens, en trouwde hij met diens dochter Celina. Timmermans saneerde het bedrijf, dat onder meer een boerderij en een fruitkwekerij omvatte, en behield de brouwerij, het café en een mouterij die nog tot 1960 in gebruik zou blijven. Frans Timmermans werd nadien nog burgemeester van Itterbeek van 1929 tot 1955. Hij bestuurde de gemeente vanuit de brouwerij, in plaats van het gemeentehuis. 
De leiding over de brouwerij werd in 1959 overgenomen door Raoul en Jacques Van Cutsem, kleinzonen van Frans Timmermans. Het bedrijf werd een vennootschap in 1962. In 1984 kocht de sigarettenpapierproducent Rizla zich in. In 1989 werd een moderne bottelarij geopend. Rizla verkocht in 1993 zijn meerderheidsbelang aan de bierfirma John Martin uit Genval. Pas later werden ze ook eigenaar van de brouwerijgebouwen zelf.

## Hedendaagse brouwerij
Brouwerij Timmermans is lid van de Hoge Raad voor Ambachtelijke Lambiekbieren en de Belgian Family Brewers. 
De brouwerij heeft een aparte status binnen de John Martin-groep die zijn andere bieren invoert of bij andere brouwerijen laat produceren, en bij Timmermans laat bottelen.
Brouwingenieur is Willem Van Herreweghen, ooit aan de slag bij Brouwerij Palm en oprichter van Geuzestekerij De Cam. De brouwerij had in 2006 een productiecapaciteit van 15.000 hectoliter en was daarmee een van de grootste lambiekbrouwerijen. Circa 40% van de productie is bestemd voor de export.
In de brouwerij is sinds 2009 een biermuseum geopend. Het gebouw is in 2012 geïnventariseerd als onroerend erfgoed. Hoewel de brouwerij eigendom was van John Martin, bleven de gebouwen in handen van de familie Timmermans. Deze wilde de gebouwen in 2018 verkopen, doch na bemiddelingen kon John Martin de gebouwen in augustus 2018 zelf kopen, waardoor de brouwerij ter plaatse kon blijven.
Brouwerij Timmermans brouwt 23.000 hectoliter per jaar. Driekwart daarvan is bedoeld om te mengen met andere bieren, zoals de Bourgogne des Flandres.

## Bieren
- Timmermans Geuze
- Timmermans Lambicus Blanche
- Timmermans Kriek
- Timmermans Fruitbier
- Bourgogne des Flandres
- Guiness Timmermans, collaboration brew

## Prijzen en onderscheidingen
- 2013 - Timmermans Oude Gueuze won de Zilveren Medaille op de World Beer Awards.
- 2015 - Timmermans Oude Gueuze wordt op de World Beer Awards uitgeroepen tot 'World's Best Sour Beer' 2015.[4]

## Afbeeldingen

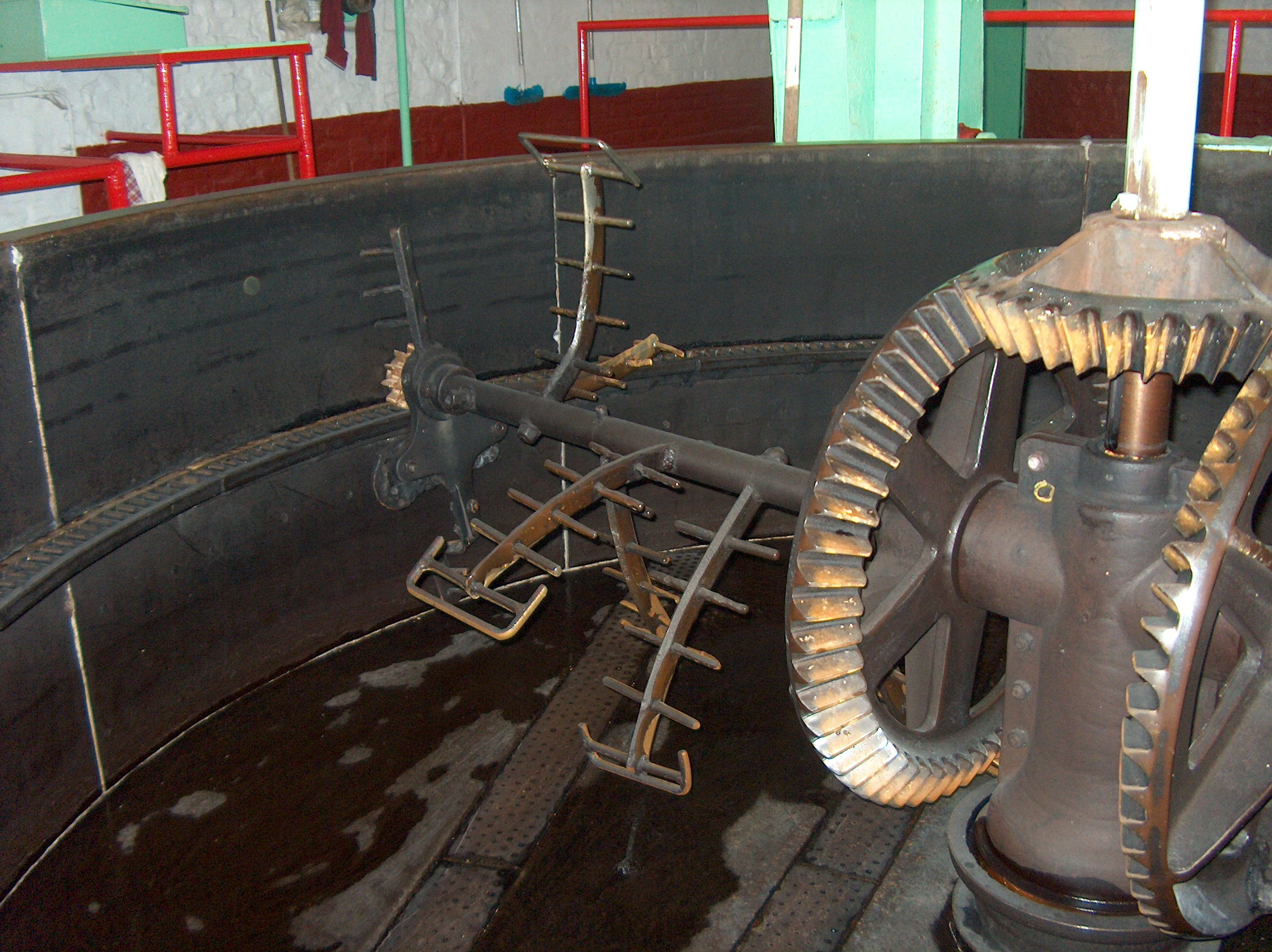
Maishkuip met madammensysteem
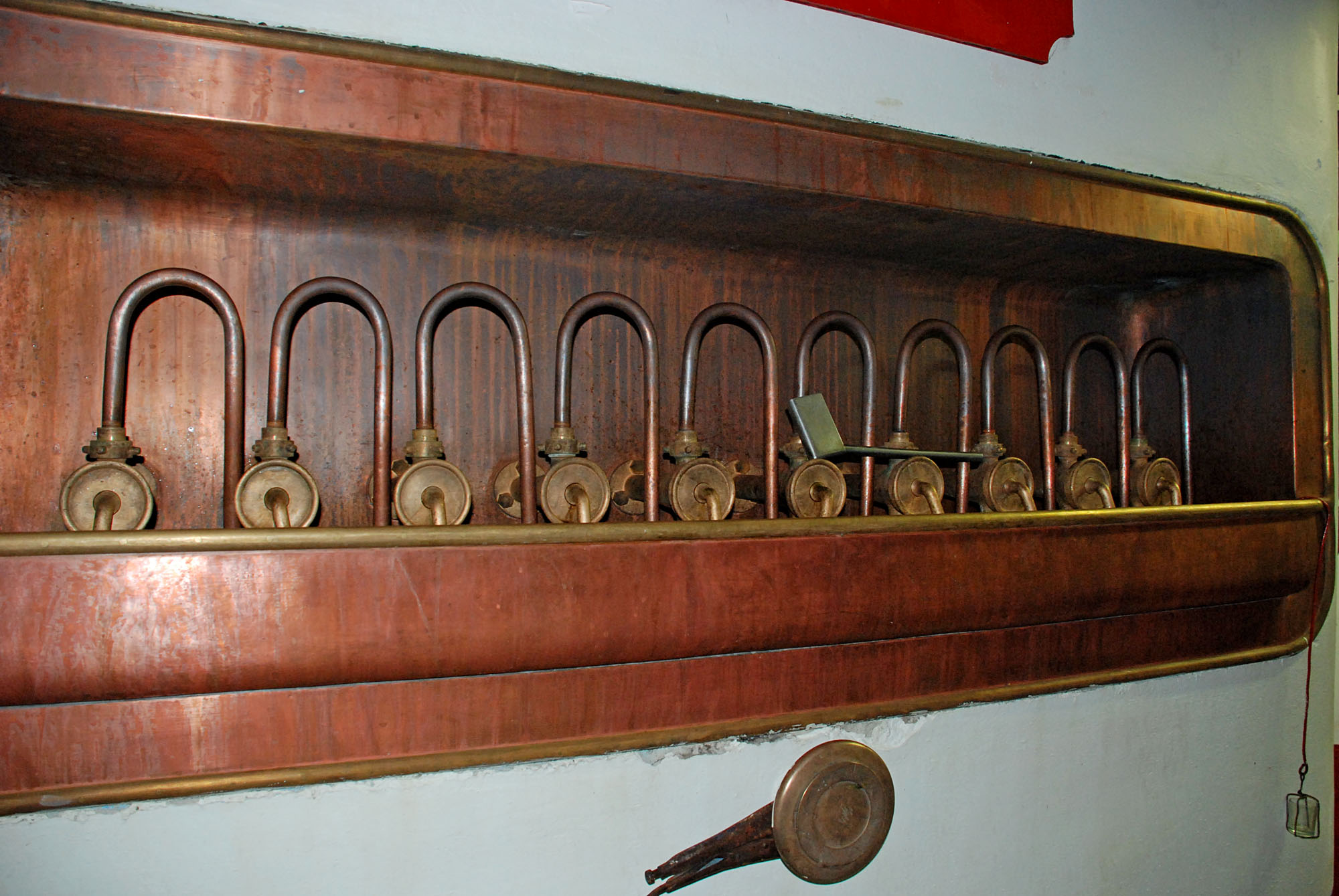
Kranen onder de filterkuip daterende uit 1950
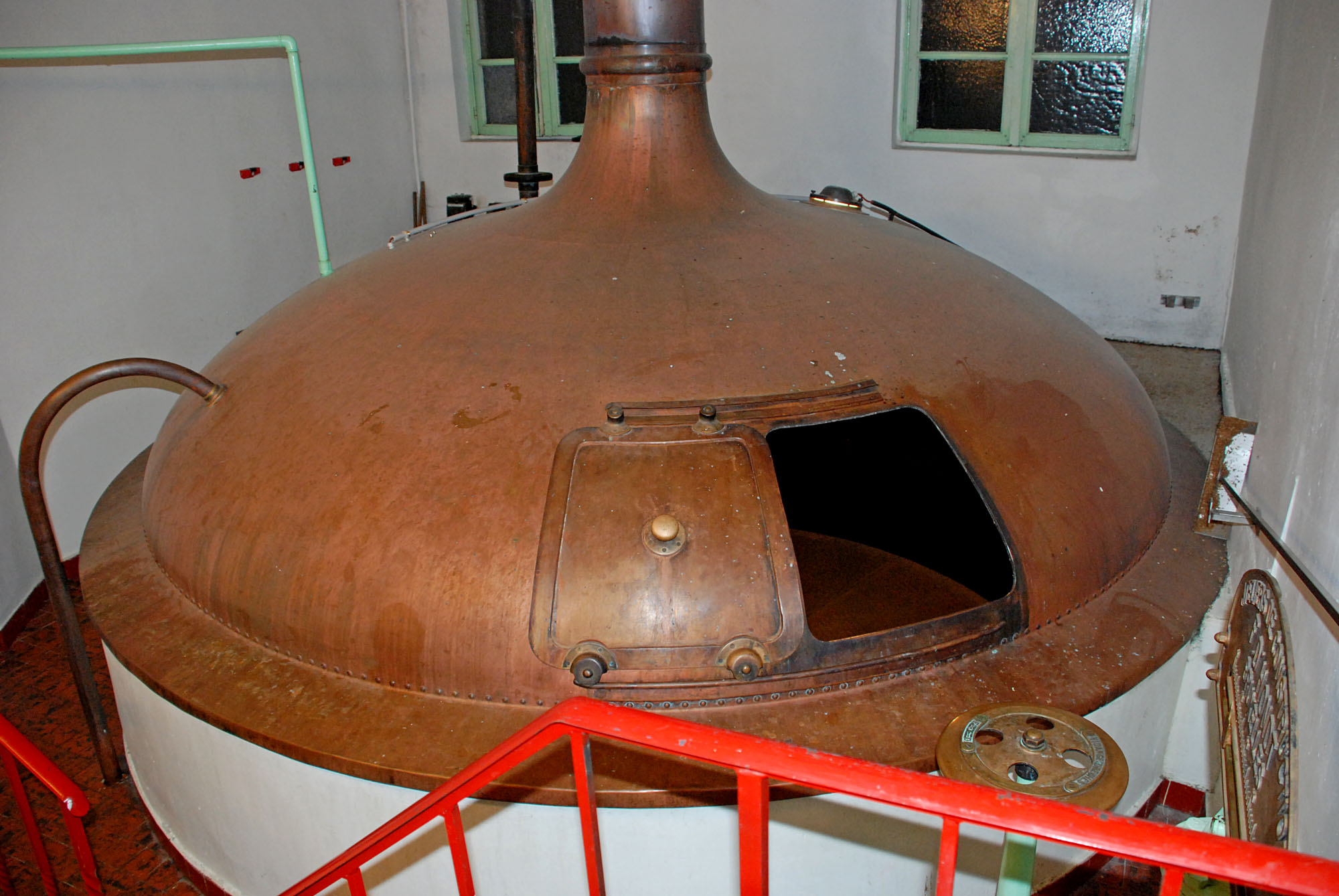
Brouwketel
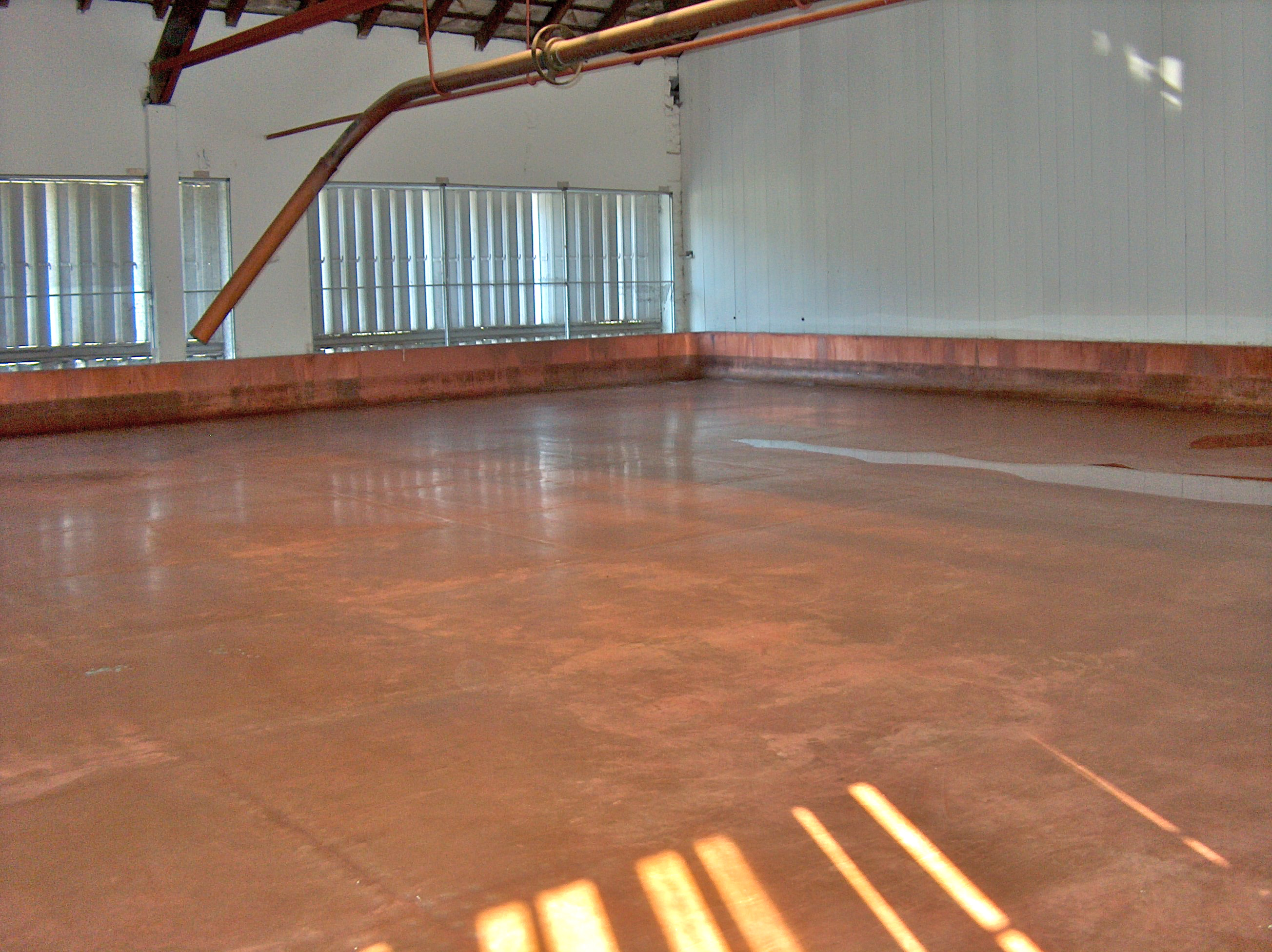
Met koper bedekte open kuip waar het warme bierwort afkoelt en door de natuurlijke gisten geïnfecteerd wordt